# John Pym

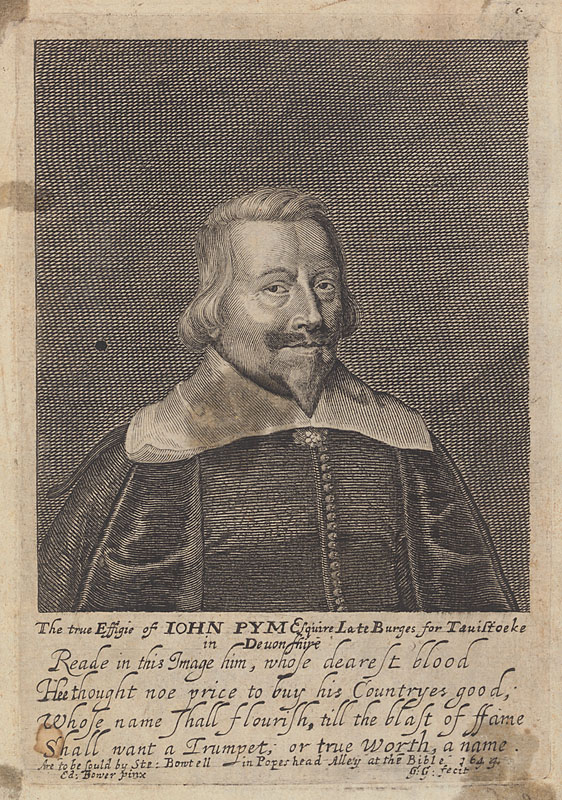
John Pym

John Pym (ur. 1584 w Brymore w hrabstwie Somerset, zm. 8 grudnia 1643 w Londynie) – angielski polityk, purytanin.

## Życiorys
Był najstarszym synem Alexandra. Studiował na Uniwersytecie Oksfordzkim i w Middle Temple, w 1621 został członkiem Izby Gmin, którym pozostał do śmierci. Sprzeciwiał się polityce Jakuba I i Karola I oraz ich faworytowi - księciu Buckingham. W 1628 przyczynił się do uchwalenia Petycji o prawo, w 1640 został przywódcę Izby Gmin w Krótkim i następnie Długim Parlamencie. Popadł w konflikt z królem Karolem I, będąc zwolennikiem radykalnego ograniczenia władzy królewskiej na rzecz parlamentu, w 1641 doprowadził do skazania na śmierć hrabiego Strafforda i uchwalenia Wielkiej Remonstracji, a potem do wprowadzenia przez parlament nowego systemu podatkowego, który przetrwał do XIX wieku. Przyczynił się również do dokonania zmian w administracji i zawarcia sojuszu ze Szkotami w 1643, co w dużej mierze doprowadziło do sukcesów parlamentu w pierwszej fazie wojny domowej z wojskami rojalistów.